# Bánki-turbina

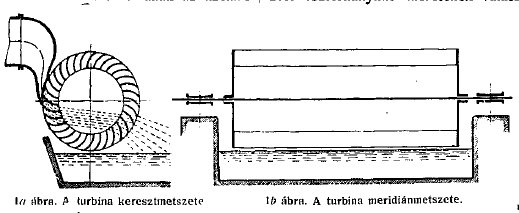
Bánki-turbina. Bánki Donát saját készítésű rajza

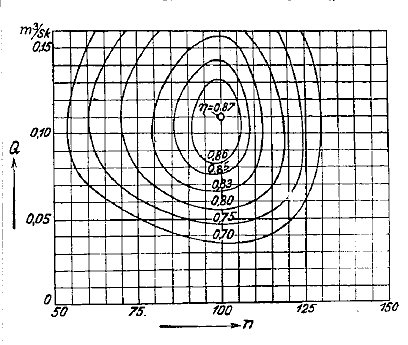
Egy kísérleti Bánki-turbina hatásfoka a fordulatszám és vízhozam függvényében

Bánki-turbina (Michell, keresztáramú vagy Ossberger-turbina néven is ismeretes) – vízturbina, hasonlít a felülcsapott vízkerékre. A vízkerékkel ellentétben azonban fúvókát és lapátokat használ kanalak helyett. A Bánki-turbina járókerekének közepe nyitott és a lapátok ívesek, szemben a vízkerék egyenes lapátjaival. Végső soron úgy jellemezhető, hogy nem más, mint egy lyukas vízkerék. Ezt a turbinát Bánki Donát magyar gépészmérnök, egyetemi tanár találta fel.
A 19-20. század fordulóján még igen sok rossz hatásfokú, elavult vízkerék volt üzemben, 1895-ben Magyarországon 22 647 vízkerék üzemelt összesen 72 347 LE összteljesítménnyel. Bánki ezeknek a felváltására fejlesztette ki az új vízturbinát, mely egyszerű és olcsó konstrukciója folytán és a vízkeréknél lényegesen jobb hatásfoka miatt alkalmas volt a feladatra.
A turbinán keresztülfolyó víz nemcsak súlya által hajtja a járókereket, hanem ahogy átáramlik a lapátok között, megváltoztatja irányát. Ez további nyomatékot jelent Newton harmadik törvénye értelmében. Ezt a hatást egy fúvóka fokozza, mely nagy sebességre gyorsítja a vizet a lapátok előtt.
A Bánki-turbina mind a szabadsugár-turbinák, mind a reakciós turbinák elvét felhasználja. Ez lehetővé teszi, hogy széles eséstartományban lehessen gazdaságosan üzemelni. A konstrukció valamelyest hasonlít a Pelton-turbinára is, de a forgórészt magát egyszerűbb elkészíteni.
A Bánki-turbina hatásfoka kissé kisebb, mint más vízturbináké, ennek ellenére biztos piaca van olyan alkalmazásoknál, ahol az alacsony költségszint és egyszerű kivitel követelmény. Házilag is készíthető. Feldarabolt acélcsőből készített lapátokkal viszonylag jó hatásfokú (3 m-es esés mellett 70-80%) turbina építhető. A fúvóka és a csatlakozó csővezeték acéllemezből elkészíthető. Valamivel összetettebb, mint egy felülcsapott vízkerék, de semmiképpen sem bonyolult szerkezet. A házilag elkészített Bánki-turbina teljesítménye vetekszik egy nagyobb Diesel-motoréval.
A Bánki-turbinát 1-2000 kW teljesítményre és kis vízesésre alkalmazzák. Előnye, hogy hatásfoka a névlegestől lényegesen eltérő üzemviszonyok között is csak kis mértékben romlik. A kis patakok szélsőségesen változó vízhozamához a víz hozzáfolyását a turbinához a járókerék rész-szélességére lehet korlátozni.